# Bjegunac (1993.)
Bjegunac (eng. The Fugitive) je američki triler iz 1993. godine temeljen na istoimenoj televizijskoj seriji. Film je režirao Andrew Davis, a glavne uloge su ostvarili Harrison Ford i Tommy Lee Jones. Film započinje pogrešnom optužbom dr. Richarda Kimblea (Harrison Ford) za ubojstvo svoje supruge. Ubrzo nakon toga, Kimble bježi od policije odlučan da dokaže svoju nevinost te privede pravdi odgovorne za ubojstvo dok ga u isto vrijeme nemilosrdno pokušavaju uhititi pripadnici federalne policije na čelu sa zamjenikom Samuelom Gerardom (Tommy Lee Jones).
Film je bio kritički i komercijalni uspjeh koji je u svijetu zaradio preko 368 milijuna dolara. Inicijalni budžet mu je iznosio 44 milijuna dolara. Nominiran je u čak sedam kategorija za prestižnu filmsku nagradu Oscar uključujući i onu za najbolji film što je inače rijetkost za filmove snimljene prema televizijskim serijama. Tommy Lee Jones osvojio je svog prvog Oscara u karijeri u kategoriji najbolje sporedne muške uloge. Na popularnim Internet stranicama koje skupljaju filmske kritike, Rotten Tomatoes i Metacritic, film uglavnom ima većinom pozitivne ocjene. Snimljen je i nastavak, Čuvari zakona, u kojem Jones reprizira svoju ulogu Gerarda.

## Radnja
Dr. Richard Kimble, uspješni krvožilni kirurg iz Chicaga jedne večeri dolazi kući i pronalazi svoju suprugu, Helen, smrtno ranjenu od strane jednorukog muškarca i, premda ga pokušava zaustaviti, muškarac pobjegne. Zbog nedostataka dokaza o provali, činjenici da je upravo Kimble nasljednik bogatog životnog osiguranja svoje supruge i neshvaćenog poziva upomoć, dr. Kimble biva optužen za ubojstvo te osuđen na smrtnu kaznu. Na putu do izvršenja kazne, u autobusu ostali zatvorenici pokušavaju pobjeći pritom ranivši jednog stražara i ubivši vozača te tako izazvavši autobusnu nesreću s nadolazećim vlakom. Kimble jedva uspijeva pobjeći sudaru autobusa i vlaka, pritom spasivši život čuvaru te bježi u noć. Zamjenik Samuel Gerard i njegova skupina federalnih maršala dolazi kako bi pronašla odbjegle zatvorenike dok oni ranjeni bivaju prevezeni u obližnju bolnicu. Kimble dolazi u istu bolnicu kako bi previo rane i promijenio svoj fizički izgled. Tijekom odlaska iz bolnice ranjeni čuvar ga prepozna, ali on pobjegne u kolima hitne pomoći. Gerard i njegov tim blokiraju tunel koji vodi kroz veliku branu, ali Kimble bježi iz vozila te se počne probijati kroz tunele u brani. Gerard ga sustiže, ali Kimble se baca s brane, ne ostavivši nikakvog traga za policajce.
Kimble se vraća u Chicago kako bi pronašao ubojicu, a njegov prijatelj i kolega dr. Charles Nichols mu daje nešto novaca. Glumeći domara, Kimble odlazi u odjel bolnice Cook County koji se bavi prostetikom kako bi pronašao listu ljudi koji su popravljali umjetnu ruku nakon što je njegova supruga ubijena. Gerard shvaća da Kimble vjerojatno traži jednorukog muškarca te započinje sličnu potragu kako bi predvidio Kimbleov sljedeći potez. Kimble uskoro odlazi u posjet jednorukom muškarcu u zatvor optuženom za oružanu pljačku, ali uvjeri se da on nije ubojica. Gerard i njegov tim također dolaze u zatvor tražeći istog čovjeka pa Gerard vidi Kimblea dok je ovaj na odlasku. Slijedi potjera u kojoj Gerard s nekoliko hitaca pokuša pogoditi Kimblea, ali ga u tome spriječi neprobojno staklo. Gerard nakon toga kreće u potjeru za Kimbleom na ulice Chicaga gdje se upravo održava parada za Dan sv. Patrika te Kimble jedva uspijeva pobjeći. Nakon toga Kimble posjeti kuću sljedeće osobe na listi, bivšeg policajca Fredericka Sykesa. Uvjeri se da je to muškarac koji je ubio njegovu suprugu te saznaje da je Sykes zaposlen u farmaceutskoj kompaniji koja radi na novom lijeku imena Provasic. Kimble je istraživao taj lijek i otkrio da uzrokuje oštećenje jetre zbog čega se isti nikad ne bi mogao pojaviti na policama ljekarni. Također saznaje i da je Nichols, koji je voditelj procesa razvoja lijeka, sredio prikrivanje njegovog istraživanja i naručio ubojstvo Kimblea (ubojstvo njegove supruge bilo je slučajno). Gerard slijedi Kimblea do Sykesovog doma i otkriva isto.
Dok se Kimble vozi nadvoznom željeznicom kako bi se suočio s Nicholsom, Sykes ga napada, a tijekom njihove borbe Sykes ubija policajca prije nego što ga Kimble ulovi i lisicama veže za dršku vlaka. Nekoliko trenutaka kasnije, Kimble prekida Nicholsov govor optužujući ga za falsificiranje podataka o lijeku. Njih dvojica se započinju tući dok ih istovremeno proganja Gerard i neljubazni policajci Chicaga koji vjeruju da je Kimble ubio policajca u vlaku te im je naređeno da ga na licu mjesta ubiju. Kada se Kimble, Nichols i Gerard nađu u praonici rublja u hotelu, Gerard govori da zna za urotu koju je organizirao Nichols. Čuvši to, Nichols pokuša ubiti Gerarda, ali mu Kimble u posljednji trenutak spašava život udarajući Nicholsa u leđa. Kimblea odvoze u pritvor budući je tehnički još uvijek bjegunac, unatoč njegovoj nevinosti. Nakon što uđu u automobil, Gerard mu skida lisice dok se zajedno odvoze s mjesta događaja.

## Glumačka postava
- Harrison Ford kao Dr. Richard Kimble
- Tommy Lee Jones kao zamjenik Samuel Gerard
- Sela Ward kao Helen Kimble
- Julianne Moore kao Dr. Anne Eastman
- Joe Pantoliano kao zamjenik maršala Cosmo Renfro
- Andreas Katsulas kao Frederick Sykes
- Jeroen Krabbé kao Dr. Charles Nichols
- Daniel Roebuck kao zamjenik maršala Robert Biggs
- L. Scott Caldwell kao zamjenica maršala Erin Poole
- Tom Wood kao zamjenik maršala Noah Newman
- Ron Dean kao detektiv Kelly
- Jane Lynch kao Dr. Kathy Wahlund
- Nick Searcy kao šerif Rawlins

## Produkcija
Premda se više od polovice filma događa u ruralnom dijelu države Illinois, veliki dio filma snimljen je u okrugu Jackson, Sjeverna Karolina. Scene u kojima Kimblea i zatvorenike prevoze autobusom te scene prometne nesreće autobusa i vlaka snimljena je na tračnicama u planinama Great Smoky malo izvan gradića Dillsboro, Sjeverna Karolina. Vozači koji idu na proputovanje tračnicama još uvijek mogu vidjeti olupine na putu iz Dillsboroa. Scene u bolnici nakon Kimbleovog bijega snimljene su u županijskoj bolnici Harris u gradu Sylva, Sjeverna Karolina. Brana Cheoah bila je lokacija odakle je Kimble skočio. U jednoj sceni s automobilskom potjerom može se vidjeti prometni znak koji upućuje na Murphy.
Ostatak filma snimljen je u Chicagu (država Illinois), uključujući i nekoliko scena koje se događaju na brani koje su snimljene u ostatku teretnih tunela samog grada. Jednoruki muškarac živio je u povijesnom predjelu Pullman u Chicagu. Harrison Ford poslužio se telefonskom govornicom u Pullman pubu nakon čega se penje uz ljestve i bježi po krovovima povijesnog niza kuća prema kući jednorukog muškarca. Postoji još nekoliko scena u filmu u kojima se može vidjeti niz kuća iz tog povijesnog dijela grada. Tijekom scene potjere na paradi za vrijeme Dana svetog Patrika tadašnji gradonačelnik Richard M. Daley i tadašnji državni odvjetnik Roland W. Burris nakratko se pojavljuju u kadru.

## Zarada i kritike
Film Bjegunac u prvom vikendu kino distribucije u SAD-u zaradio je 23.758,855 dolara te se na prvom mjestu box-officea zadržao punih šest tjedana. U konačnici je u SAD-u zaradio 183.875,760, a današnja ukupna svjetska zarada filma iznosi 368.875,760 dolara. Bjegunac je pobrao uglavnom hvalospjeve filmskih kritičara. Na popularnoj Internet stranici Rotten Tomatoes film ima 94% pozitivnih ocjena, a na drugoj Internet stranici - Metacritic - film ima prosječnu ocjenu 86/100. Roger Ebert dao je filmu četiri zvjezdice prozvavši ga "jednim od najboljih filmova godine". Nekoliko kritičara izrazilo je nezadovoljstvo krajem filma koji uključuje elemente konspirativnog trilera.

## Nominacije i nagrade

### Oscar
Film Bjegunac nominiran je u sedam kategorija za prestižnu filmsku nagradu Oscar, a osvojio je jednu:
- Najbolji sporedni glumac - Tommy Lee Jones
- Najbolji film - Arnold Kopelson
- Najbolja kamera - Michael Chapman
- Najbolja originalna glazba - James Newton Howard
- Najbolja montaža - Dennis Virkler, David Finfer, Dean Goodhill, Don Brochu, Richard Nord, Dov Hoenig
- Najbolji zvuk - Donald O. Mitchell, Michael Herbick, Frank A. Montaño, Scott D. Smith
- Najbolja montaža zvuka - John Leveque, Bruce Stambler

### Zlatni globus
Film Bjegunac nominiran je u tri kategorije za filmsku nagradu Zlatni globus, a osvojio je jednu:
- Najbolji sporedni glumac - Tommy Lee Jones
- Najbolji redatelj - Andrew Davis
- Najbolji glumac (drama) - Harrison Ford

### BAFTA
Film Bjegunac nominiran je u četiri kategorije za britansku filmsku nagradu BAFTA, a osvojio je jednu:
- Najbolji zvuk - Donald O. Mitchell, Michael Herbick, Frank A. Montaño, Scott D. Smith, John Leveque, Bruce Stambler, Becky Sullivan
- Najbolji sporedni glumac - Tommy Lee Jones
- Najbolja montaža - Dennis Virkler, David Finfer, Dean Goodhill, Don Brochu, Richard Nord, Dov Hoenig
- Najbolji specijalni efekti - William Mesa, Roy Arbogast

## Novela i remake
Jeanne Kalogridis napisala je novelu temeljenu na filmu. Radila je na njoj koristeći se originalnim scenarijem koji ne sadržava većinu humorističnih dosjetki prisutnih u filmu. U njezinoj knjizi većina vremena posvećena je glavnim likovima filma, posebno Gerardu i njegovoj ekipi. Također su snimljena i dva remakea - jedan na telugu jeziku (Criminal), a drugi na jeziku Malayali (Nirnayam).

## Filmski nastavak
Glumac Tommy Lee Jones reprizirao je ulogu Gerarda u nastavku filma Čuvari zakona iz 1998. godine u kojem također glume i Wesley Snipes, Robert Downey Jr., Joe Pantoliano, Daniel Roebuck i Tom Wood. Iako se i u drugom filmu pojavljuje ista Gerardova ekipa koja lovi bjegunca optuženog za ubojstvo, u njemu ne glumi Ford niti se pojavljuje lik Kimblea, a također se ne spominju događaji iz prethodnog filma. Međutim, izmišljena bolnica u kojoj je Kimble radio (Chicago Memorial) spominje se i u Čuvarima zakona.

## Vanjske poveznice
- Bjegunac u internetskoj bazi filmova IMDb-a
- Bjegunac na Box Office Mojo
- Bjegunac na Rotten Tomatoes